# Sratsimir
Sratsimir (bulgariska: Срацимир) är ett distrikt i Bulgarien.   Det ligger i kommunen Obsjtina Silistra och regionen Silistra, i den nordöstra delen av landet, 400 km öster om huvudstaden Sofia.
Trakten runt Sratsimir består till största delen av jordbruksmark. Runt Sratsimir är det glesbefolkat, med 18 invånare per kvadratkilometer.